# 7594 Shotaro
7594 Shotaro este un asteroid din centura principală de asteroizi.

## Descriere
7594 Shotaro este un asteroid din centura principală de asteroizi. A fost descoperit pe 19 ianuarie 1993 la Geisei de Tsutomu Seki. El prezintă o orbită caracterizată de o semiaxă mare de 2,42 ua, o excentricitate de 0,18 și o înclinație de 3,8° în raport cu ecliptica.